# 夏の日の午後
『夏の日の午後』（なつのひのごご）は、岡村孝子の通算4枚目のシングル。1986年7月23日発売。発売元はファンハウス（現・ソニー・ミュージックレーベルズ）。

## 解説
2枚目のアルバム『私の中の微風』にカップリング曲と共に収録されている。
表題曲は、TBS系ドラマ『恋とオムレツ』の主題歌に使用された。
3枚目のアルバム『liberté』（1987年7月5日）に「秋の日の夕暮れ」、4枚目のアルバム『SOLEIL』（1988年7月1日）に「クリスマスの夜」が収録されているが、この2曲は「夏の日の午後」と姉妹関係にあり、いずれもロ長調で作曲されている。

## 収録曲
1. 夏の日の午後　（4:49）
  - 作詞・作曲: 岡村孝子 、編曲: 田代修二

TBS系ドラマ『恋とオムレツ』主題歌
2. 美辞麗句　（5:23）
  - 作詞・作曲: 岡村孝子 、編曲: 田代修二

## 楽曲の収録作品
- 夏の日の午後 （Single Remix Version）
※アルバム未収録[注 2]
- 夏の日の午後
  - 私の中の微風　（2nd アルバム）
  - DO MY BEST
  - TOY BOX
  - T's BEST season 1
- 夏の日の午後 （Remix)
  - After Tone
- 美辞麗句
  - 私の中の微風
  - 夢をあきらめないで
- 美辞麗句 （Remix)
  - After Tone

## カヴァー
- 川越美和（1990年） - アルバム『Real Face』に収録。